# La Joya (Nuevo México)
La Joya es un lugar designado por el censo ubicado en el condado de Socorro en el estado estadounidense de Nuevo México. En el Censo de 2010 tenía una población de 82 habitantes y una densidad poblacional de 33,68 personas por km².

## Geografía
La Joya se encuentra ubicado en las coordenadas 34°20′42″N 106°50′48″O / 34.34500, -106.84667. Según la Oficina del Censo de los Estados Unidos, La Joya tiene una superficie total de 2.43 km², de la cual 2.43 km² corresponden a tierra firme y (0%) 0 km² es agua.

## Demografía
Según el censo de 2010, había 82 personas residiendo en La Joya. La densidad de población era de 33,68 hab./km². De los 82 habitantes, La Joya estaba compuesto por el 90.24% blancos, el 0% eran afroamericanos, el 0% eran amerindios, el 0% eran asiáticos, el 0% eran isleños del Pacífico, el 7.32% eran de otras razas y el 2.44% pertenecían a dos o más razas. Del total de la población el 67.07% eran hispanos o latinos de cualquier raza.